# Теория стадий экономического роста
Теория стадий экономического роста (стадии экономического роста Ростоу) — концепция, впервые предложенная американским профессором экономики У. У. Ростоу в 1959 году, предполагающая переход от традиционного общества к информационному обществу в пять этапов.

Концепция У. Ростоу

## История создания
В 1956 году профессор Массачусетского технологического института У. Ростоу в своей статье «Взлёт к самоподдерживающемуся росту» отметил концепцию перехода к «самоподдерживающемуся росту», обосновывая переход от традиционного общества к современному обществу. Развивая данную концепцию перехода в 1959 году, У. Ростоу сформулировал теорию стадий экономического роста в статье «Стадии экономического роста», которая в 1963 году стала предметом обсуждения на конференции, организованной Международной экономической ассоциацией. В статье «Политика и стадии роста» 1971 года У. Ростоу добавил шестую стадию роста.

## Стадии роста
Первоначально У. Ростоу предлагал выделять три стадии роста, затем он увеличил их число до пяти, и в 1971 году добавил шестую стадию:
1. Традиционное общество.
2. Переходное общество — стадия «создания предпосылок для взлёта».
3. Стадия «взлёт».
4. Стадия «зрелости».
5. Эпоха «высокого массового потребления».
6. Стадия «поиска качества жизни».

Критерием выделения стадий является технико-экономические характеристики: уровень развития техники, отраслевая структура хозяйства, доля производственного накопления в национальном доходе, структура потребления и т.д.
На рисунке «Концепция У. Ростоу» по оси абсцисс время с указанием выделенных У. Ростоу стадий, а по оси ординат среднедушевой доход. Для традиционного общества характерны колебания на одном и том же уровне, среднедушевой доход, увеличившись, падает под влиянием ухудшения соотношения «жизненные средства/ население». Во второй стадии, переходной к взлёту, среднедушевой доход растет, но ещё нельзя говорить о необратимых изменениях. На стадии «взлёта» среднедушевой доход переходит на качественно новый жизненный уровень и создаёт предпосылки для необратимого роста вверх.

### Первая стадия
Для традиционного общества характерно, что свыше 75 % трудоспособного населения занято производством продовольствия, а национальный доход используется непроизводительно, а общество структурировано иерархически, и политическая власть принадлежит земельным собственникам или правительству.

### Вторая стадия
Вторая стадия — переходная к взлёту, где осуществляются существенные изменения в трех непромышленных сферах экономики: сельском хозяйстве, транспорте и внешней торговле.

### Третья стадия
На стадии «взлёта», который охватывает период в 20—30 лет, растут темпы капиталовложений и увеличивается выпуск продукции на душу населения, внедряется новая техника в промышленность и сельское хозяйство. Развитие охватывает небольшую группу отраслей (лидеров) и затем распространяется на экономику в целом. Для самоподдерживающегося роста необходимо выполнение условий:
1. увеличение доли производственных инвестиций в национальном доходе (с 5 % до 10 %);
2. развитие одного или нескольких секторов промышленности;
3. политическая победа сторонников модернизации экономики над защитниками традиционного общества.

Возникновение новой институциональной структуры обеспечивает распространение первоначального импульса роста на всю экономическую систему (путем перетока капитала из внутренних источников, реинвестиции прибылей и т. д.).

### Четвёртая стадия
На стадии «движения к зрелости» формируется длительный этап технического прогресса, который, в частности, начался для Великобритании в 1850 году, Канады — в 1920 году, США — в 1900 году, Швеции— в 1930 году, Германии — в 1910 году, Японии — в 1940 году, Франции — в 1910 году и для СССР в 1950 году. На этой стадии развивается урбанизация, повышается доля квалифицированного труда, управление сосредотачивается в руках квалифицированных менеджеров.

### Пятая стадия
В «эпоху высокого массового потребления» осуществляется сдвиг от предложения к спросу, от производства к потреблению.

### Шестая стадия
У. Ростоу добавляет стадию «поиска качества жизни», когда на первый план выдвигается духовное развитие человека, создаётся информационное общество.

## Критика
Концепция Ростоу, объясняющая исторический процесс развития человечества, критикуется в части того, что:
- концепция характеризует экономические отношения не системно, а только отдельные элементы, социально-правовые моменты совсем не анализируются;
- концепция искажает исторический процесс, абсолютизируя период развития — период модернизации, стадия подготовки и развертывания промышленной революции, а ряд других этапов в развитии общества не отражаются;
- промышленная революция трактуется несколько односторонне — только социально-психологические характеристики;
- концепция имеет довольно абстрактный характер количественных критериев, предложенных для выделения стадий.

С. Кузнец замечает, что доля внутреннего накопления в национальном доходе перед стадией взлёта во многих странах была заметно выше 5 % (в США в 1840—1850-е годы она составляла 15 — 20 %, в Канаде в 1870 год— 15 %, в 1890 год— 15,5 % и в 1900 год — 13,5 %), а удвоения её в ходе взлёта не произошло.
Стадии экономического роста У. Ростоу, концепция перехода к «самоподдерживающемуся росту» были использованы в процессе создания новой теории модернизации — теории «большого толчка».